# Fuentenava de Jábaga
Fuentenava de Jábaga è un comune spagnolo di 568 abitanti situato nella comunità autonoma di Castiglia-La Mancia.
Il comune, oltre al capoluogo omonimo, comprende i nuclei abitati di Fuentesclaras de Chillarón, Navalón, Villar del Saz de Navalón, Sotoca e Valdecabrillas.